# Butler County, Pennsylvania
Butler County är ett administrativt område i delstaten Pennsylvania i USA, med 183 862 invånare. Den administrativa huvudorten (county seat) är Butler.

## Politik
Butler County tenderar att rösta på republikanerna i politiska val.
Republikanernas kandidat har vunnit rösterna i countyt i samtliga presidentval sedan valet 1968. Totalt har demokraternas kandidat endast vunnit countyt i ett presidentval sedan 1888, nämligen 1964. I valet 2016 vann republikanernas kandidat med 65,7 procent av rösterna mot 29,2 för demokraternas kandidat, vilket är den största segern i countyt för en kandidat sedan valet 1928.

## Geografi
Enligt United States Census Bureau har countyt en total area på 2 058 km². 2 044 km² av den arean är land och 16 km² är vatten.

### Angränsande countyn
- Venango County - nord
- Clarion County - nordost
- Armstrong County - öst
- Westmoreland County - sydost
- Allegheny County - syd
- Beaver County - väst
- Lawrence County - väst
- Mercer County - nordväst